# Taxeotis exaereta
Taxeotis exaereta là một loài bướm đêm trong họ Geometridae.